# Gyula Kertész (Fußballspieler)
Gyula Kertész, auch Julius Kertész (* 29. Februar 1888 in Kiskálna; † 1. Mai 1982 in New York City) war ein ungarischer Fußballspieler und -trainer.

## Karriere
Er spielte von 1906 bis zum Ausbruch des Ersten Weltkrieges zusammen mit seinen beiden Brüdern Adolf und Vilmos bei MTK Budapest. 1912 wurde er auch in einem Spiel der Ungarischen Nationalmannschaft eingesetzt.
Nach einer Kriegsverletzung musste Gyula Kertész seine aktive Laufbahn als Fußballspieler aufgeben. Seine erste bekannte Trainerstelle war 1921 Cercle Athlétique Messin in Lothringen, wo zur selben Zeit Géza Kertész als Spieler mitwirkte. Beide kamen im Sommer desselben Jahres zu Union 03 in Altona.
Dort wurde Gyula Kertész einer der ersten bezahlten Fußballtrainer in Deutschland. Er erlangte außerdem Bekanntheit dadurch, dass er für diesen eher bescheidenen Stadtteilverein unter anderem einige ausländische „Stars“ wie seine Landsleute József Künsztler, Ferenc Hirzer oder den Torhüter Elemér Müller verpflichtete und weil er mehrere, vielbeachtete internationale Freundschaftsspiele mit mehreren Tausend Zuschauern organisierte.
In den 1920er Jahren wirkte er zwischenzeitlich auch in Norwegen als Trainer des Urædds FK. 1925 betreute er die Norddeutsche Auswahl und gewann mit ihr den Bundespokal. Zwischen 1926 und 1928 war Kertész bei Victoria Hamburg tätig. 1928 wechselte er zum FC Basel in die Schweiz. Anschließend ging Kertész zurück nach Deutschland und übernahm ab Januar 1931 das Traineramt beim Hamburger SV. In den darauffolgenden eineinhalb Saisons konnte er die Mannschaft des HSV erfolgreich verjüngen und zweimal den Norddeutschen Meistertitel erobern.

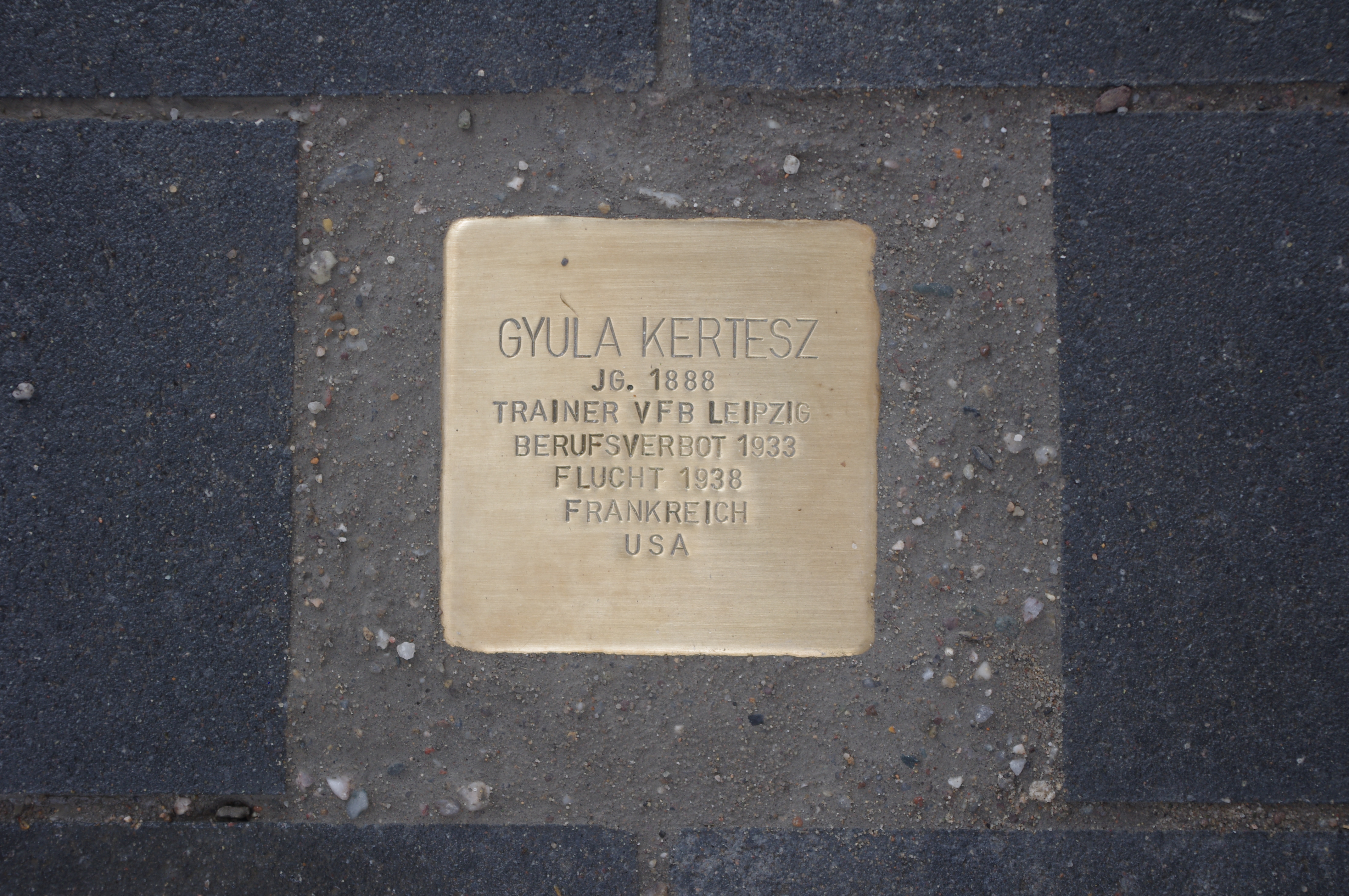
Stolperstein vor dem Bruno-Plache-Stadion in Leipzig (2023)

1932 wechselte Kertész zum VfB Leipzig, wo er am 15. Mai 1933 angeblich aus „finanziellen Gründen, hervorgerufen durch die wirtschaftliche Notlage“ des Vereins entlassen wurde – wie es hieß, im beiderseitigen Einvernehmen. Am 28. Juni 2023 wurde in Leipzig vor dem Eingang des Bruno-Plache-Stadions ein Stolperstein für Kertész verlegt (siehe: Liste der Stolpersteine in Leipzig#Probstheida).
Auf Grund seiner jüdischen Herkunft konnte er fortan in Deutschland nicht mehr als Trainer arbeiten. Einer deutschen Zeitung zufolge tat er dies einige Monate später beim III. kerületi FC in Budapest. 1934/35 trainierte er noch den Teplitzer FK.
Kertész emigrierte 1938 in die USA und war dort in der Schallplattenindustrie tätig. Er lebte mehr als vier Jahrzehnte in den USA und starb 1982 94-jährig in New York City.

## Erfolge
Als Spieler:
- 4× Ungarischer Vizemeister mit MTK Budapest FC: 1909/10, 1910/11, 1911/12, 1912/13
- 3× Ungarischer Pokalsieger mit MTK Budapest FC: 1910, 1911, 1912

Als Trainer:
- Gewinn des Bundespokals mit der NFV-Auswahl 1925
- Gruppensieg in der Gruppe Zentralschweiz mit dem FC Basel 1929/30
- Norddeutscher Meister und Gewinner der Oberliga Hamburg mit dem Hamburger SV 1930/31 und 1931/32 (Cheftrainer)
- Mitteldeutscher Vizemeister mit dem VfB Leipzig 1932/33